# Provincia Ranong
Ranong (în thailandeză ระนอง) este o provincie (changwat) din Thailanda. Situată în regiunea de Sud, provincia Ranong are în componența sa 5 districte (amphoe), 30 de sub-districte (tambon) și 167 de sate (muban). 
Cu o populație de 190.478 de locuitori și o suprafață totală de 3.298,0 km2, Ranong este a 76-a provincie din Thailanda ca mărime după numărul populației și a 59-a după mărimea suprafeței.